# Lawrence County (Ohio)
Lawrence County ist ein County im Bundesstaat Ohio der Vereinigten Staaten. Der Verwaltungssitz (County Seat) ist Ironton.

## Geographie
Das County liegt im äußersten Süden von Ohio, grenzt an West Virginia sowie Kentucky und hat eine Fläche von 1184 Quadratkilometern, wovon sechs Quadratkilometer Wasserfläche sind. Es grenzt im Uhrzeigersinn an folgende Countys: Jackson County, Gallia County, Cabell County (West Virginia), Wayne County (West Virginia), Boyd County (Kentucky), Greenup County (Kentucky) und Scioto County.

## Geschichte
Lawrence County wurde am 21. Dezember 1815 aus Teilen des Gallia County und des Scioto County gebildet. Benannt wurde es nach James Lawrence, einem Offizier der Marine, der mit dem Spruch: „Don't give up the ship“ im Britisch-Amerikanischen Krieg von 1812, nachdem er bereits tödlich verwundet worden war, bekannt wurde.
20 Bauwerke und Stätten des Countys sind im National Register of Historic Places eingetragen (Stand 10. Mai 2018).

## Demografische Daten

Alterspyramide des Lawrence County

Nach der Volkszählung im Jahr 2000 lebten im Lawrence County 62.319 Menschen in 24.732 Haushalten und 17.807 Familien. Die Bevölkerungsdichte betrug 53 Einwohner pro Quadratkilometer. Ethnisch betrachtet setzte sich die Bevölkerung zusammen aus 96,55 Prozent Weißen, 2,09 Prozent Afroamerikanern, 0,18 Prozent amerikanischen Ureinwohnern, 0,19 Prozent Asiaten, 0,01 Prozent Bewohnern aus dem pazifischen Inselraum und 0,11 Prozent aus anderen ethnischen Gruppen; 0,88 Prozent stammten von zwei oder mehr Ethnien ab. 0,57 Prozent der Bevölkerung waren spanischer oder lateinamerikanischer Abstammung.
Von den 24.732 Haushalten hatten 32,0 Prozent Kinder und Jugendliche unter 18 Jahre, die bei ihnen lebten. 56,0 Prozent waren verheiratete, zusammenlebende Paare, 11,9 Prozent waren allein erziehende Mütter, 28,0 Prozent waren keine Familien, 24,9 Prozent waren Singlehaushalte und in 11,2 Prozent lebten Menschen im Alter von 65 Jahren oder darüber. Die Durchschnittshaushaltsgröße betrug 2,49 und die durchschnittliche Familiengröße lag bei 2,96 Personen.
Auf das gesamte County bezogen setzte sich die Bevölkerung zusammen aus 24,5 Prozent Einwohnern unter 18 Jahren, 8,6 Prozent zwischen 18 und 24 Jahren, 28,0 Prozent zwischen 25 und 44 Jahren, 24,5 Prozent zwischen 45 und 64 Jahren und 14,4 Prozent waren 65 Jahre alt oder darüber. Das Durchschnittsalter betrug 38 Jahre. Auf 100 weibliche Personen kamen 92,2 männliche Personen. Auf 100 Frauen im Alter von 18 Jahren oder darüber kamen statistisch 88,4 Männer.
Das jährliche Durchschnittseinkommen eines Haushalts betrug 29.127 USD, das Durchschnittseinkommen der Familien betrug 35.308 USD. Männer hatten ein Durchschnittseinkommen von 30.622 USD, Frauen 20.961 USD. Das Prokopfeinkommen betrug 14.678 USD. 15,1 Prozent der Familien und 18,9 Prozent der Bevölkerung lebten unterhalb der Armutsgrenze. Davon waren 27,3 Prozent Kinder oder Jugendliche unter 18 Jahre und 12,9 Prozent waren Menschen über 65 Jahre.